# Studiolo italien

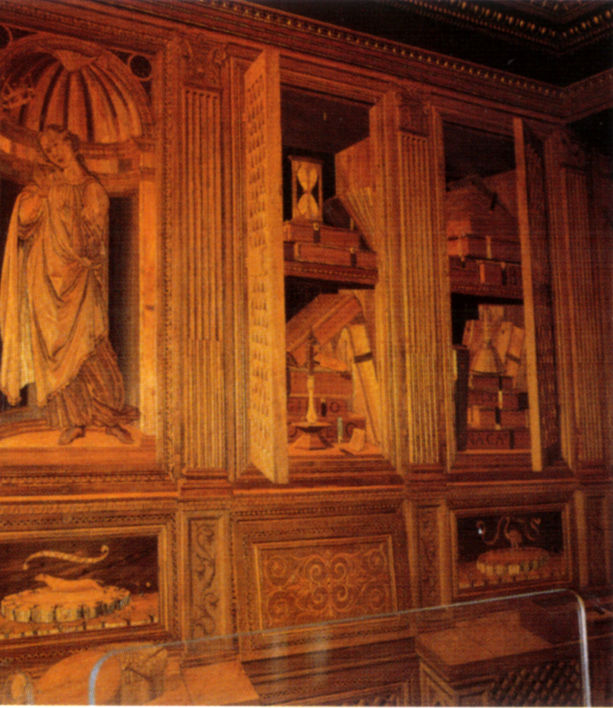
Marqueteries du studiolo de Frédéric III de Montefeltro.

Le studiolo italien est une pièce d’un palais servant de cabinet d’étude. Ancêtre du cabinet de curiosités de la Renaissance italienne, il s’en différencie par l'absence de « curiosités » (Artificialia, Naturalia, Exotica, Scientifica).
Plusieurs exemples significatifs de ce genre de cabinet privé ou intime ont existé dans l'Histoire ; il pouvait être public (ouvert à tous), privé (ouvert aux invités et proches) ou intime (réservé au destinataire seul). L'environnement créé par les propriétaires de ces studioli pouvait être didactique, scientifique, symbolique, allégorique ou encyclopédique, et permet de saisir aujourd'hui la personnalité de ces individus éclairés. Les souverains sont nombreux à avoir fait décorer leurs cabinets par les meilleurs artistes de leur temps, les studioli participant ainsi à l'établissement d'une histoire du goût.

## Histoire

### Moyen Âge
L'idée d'une petite pièce vouée à la réflexion intellectuelle, lieu de solitude et de tranquillité, trouve son origine chez les auteurs latins comme Cicéron et Pline le Jeune. Elle ne disparait pas complètement au Moyen Âge, métamorphosée en cabinet d'écriture des Pères de l'Église et des moines. Dans les monastères bénédictins, un espace personnel est dédié à la méditation, à l'isolement, à la lecture et au travail manuel de chaque moine ; les chartreux disposent d'une cellule isolée avec un petit jardin pour la lecture, le travail et la prière.
Le mot studium utilisé pour désigner un lieu destiné à la lecture apparait la première fois à la cour pontificale d'Avignon. Jean XXII, premier pape en Avignon, qui règne de 1316 à 1334, fait installer un studium dans l'ancien palais épiscopal. Benoît XII en crée un autre dans le nouveau palais. Suivant leur exemple, les membres de la curie, notamment les cardinaux, font installer des studio dans leurs propres palais, à Rome et en Avignon. 
Les rois de France ont leur studium quelques années plus tard, désigné par le mot français estude, comme Charles V au palais du Louvre et dans chacune de ses résidences à Paris et en région parisienne. Le château de Vincennes en a deux, un dans le donjon et un dans le châtelet. Ces estudes contiennent également des objets d'art, des objets précieux, des gemmes, des astrolabes, des mappemondes, etc. Espace d'étude et de contemplation des œuvres d'art, le studiolo est aussi un lieu d'exhibition de la puissance.

### Influence de Pétrarque

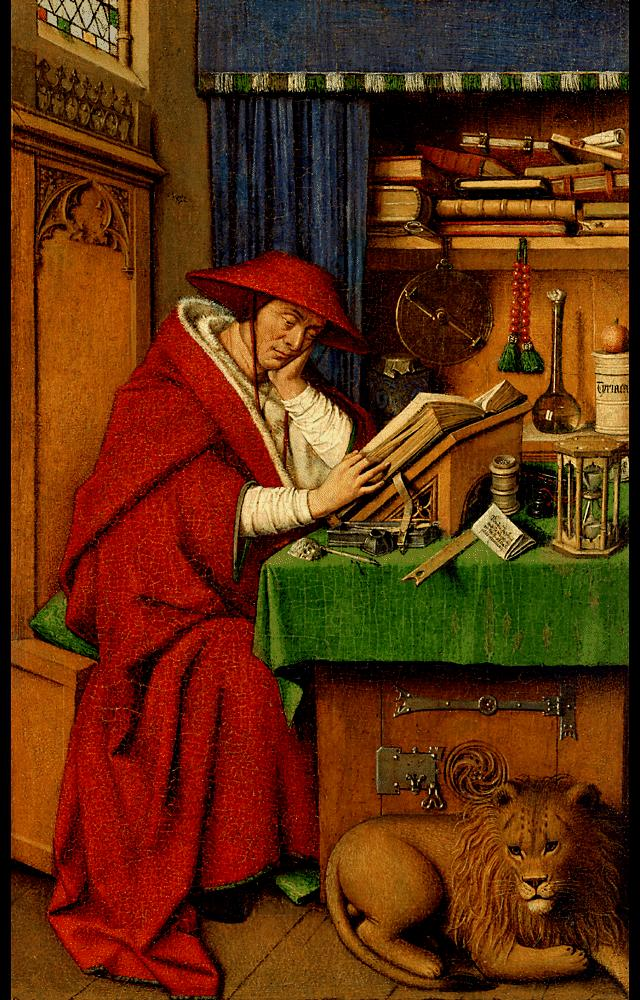
Jan van Eyck, Saint Jérôme dans son étude, 1442, Detroit Institute of Arts.

Pétrarque insiste dans son De vita solitaria (1346-1366) sur la nécessité qu'a l'humaniste de s'aménager une retraite au sein de sa demeure, calme et solitaire, où il peut communiquer avec Dieu et cultiver le dialogue avec les muses. Il réalise ce projet dans sa maison de Padoue où il réside sous la protection des della Carrara à la fin de sa vie. Son portrait dans son cabinet de travail, peint par un élève d'Altichiero da Zevio dans la Sala virorum illustrium du palais de Francesco Carrara et le Saint Jérôme dans son étude de Jan van Eyck, conservé alors dans la collection des Médicis à Florence et qui a servi de modèle au Saint Jérôme de Ghirlandaio ainsi qu'au Saint Augustin de Botticelli à l'église Ognissanti (Florence) vers 1480, ont fourni une image du studiolo à l'aube de la Renaissance. Il installe sa bibliothèque dans cette pièce consacrée à la lecture, à la méditation et au travail, qui correspond à un studiolo, lieu de solitude pensé à la fois dans la tradition chrétienne de la retraite spirituelle et dans la tradition antique du « loisir lettré » célébré par Cicéron. Il peut y établir le dialogue avec les Anciens dont il rêve, s'entretenir avec les livres, assimilant la lecture à la vivacité d'une conversation.

### Renaissance
Au XVe siècle, les papes, de retour à Rome, font aménager des studioli dans leurs appartements privés du palais du Vatican. En 1450, Nicolas V, le fondateur de la bibliothèque apostolique vaticane, fait aménager un studiolo destiné à sa collection personnelle de livres. Les papes sont alors souvent représentés dans leur studiolo dans les livres enluminés.
A la fin du XIVe siècle et au début su XVe siècle, le studiolo apparait dans les maisons des bourgeois et dans les palais des princes italiens, d'abord pour conserver les documents les plus précieux, puis peu à peu pour conserver des objets d'art et des livres. Ceux construits par Cosme de Médicis puis son fils Pierre Ier  au palais Médicis à Florence servent de modèle à ceux des autres princes et princesses de la Renaissance italienne.
La présence de portraits d'hommes illustres dans les studioli est attestée, manière pour ces princes de revenir à la tradition antique et de se l'approprier pour en faire un mode d'expression de l'homme moderne, Leon Battista Alberti ayant affirmé dans son De re œdificatoria, que la bibliothèque de Tibère était ornée de portraits de poètes.

## Principauxstudioliitaliens
- le studiolo de Frédéric III de Montefeltro au palais ducal d'Urbino, l'un des rares à avoir été conservé son emplacement d'origine et une partie de son décor[6] ;
- Le studiolo de Gubbio, aménagé à la demande de Guidobaldo Ier de Montefeltro au palais ducal de Gubbio et transféré en 1939 au Metropolitan Museum of Art[7] ;
- le studiolo d'Isabelle d'Este à Mantoue, au Château Saint-Georges, puis à Ferrare ;
- le studiolo d'albâtre (Camerini d'alabastro) d’Alphonse Ier d'Este (Ferrare) ;
- le studiolo de François Ier de Médicis (Palazzo Vecchio de Florence) de 1570 à 1575) ;
- le studiolo de Cosme Ier de Médicis  (Palazzo Vecchio de Florence) ;
- le studiolo de Cosme II aménagé à la demande de Cosme II de Médicis à la Villa di Poggio Imperiale ;
- le studiolo Colonna de Vespasiano Gonzaga Colonna à Sabbioneta et ses fresques des six premiers livres de l'Énéide par Carlo Urbino ;
- La Chambre des Époux de Mantegna (la Camera degli Sposi ou Camera picta) posant la famille Gonzague dans un milieu idéalisé.
- le studiolo de Belfiore (perdu) de Lionel d'Este au palais de Belfiore à Ferrare (1447-1463).

## Dans le reste de l’Europe
En France, il en existe au château du Lude (Sarthe), au château de Blois, et au château de La Vigne (Cantal). Ce dernier a été découvert à l'occasion de la restauration de ses peintures murales datées de 1530. Un studiolo est également présent à la Maison Renaissance de Langres.